# Koen van Slogteren
Koen van Slogteren (Amsterdam, 7 september 1922 - Essen, 14 december 1995) was een Nederlands hoboïst.

## Opleiding
Van Slogteren studeerde hobo aan het Koninklijk Conservatorium in Den Haag bij Jaap Stotijn, de vader van de Nederlandse hoboschool met zijn heldere, open en flexibele geluid. Zijn studiejaren vielen samen met de Duitse bezetting tijdens de Tweede Wereldoorlog. Zoals veel jongens werd hij gedwongen in Duitsland te gaan werken, waardoor hij zijn studie niet heeft kunnen afmaken.

## Activiteiten

### Orkest
Hij was eerste hoboïst bij een van de Nederlandse radio-orkesten (waar hij de fluitist Frans Vester ontmoette), De Nederlandse Opera en het Concertgebouworkest. 

### Kamermuziek
Hij speelde veel kamermuziek met Frans Vester, die hem zeer beïnvloedde. Van Slogteren speelde met hem in het ensemble Arte Fiato, dat toen al 18e-eeuwse composities op authentieke wijze uitvoerde. In 1958 richtte Vester het Danzi Kwintet op, met hoboïst Leo Driehuys, fagottist Brian Pollard, klarinettist Piet Honingh en hoornist Adriaan van Woudenberg. Van Slogteren maakte als opvolger van Driehuys enige tijd deel uit van dit kwintet, totdat hij werd opgevolgd door Maarten Karres. Het Danzi Kwintet, dat tot 1978 bestond, werd beroemd vanwege de interpretatie van moderne kamermuziek en had een voortrekkersrol in de ontwikkeling van de kamermuziek in Nederland.

### Pedagoog
Na 1970 raakte Van Slogteren geïnteresseerd in lesgeven. Hij volgde een studie pedagogiek en wierp zich op de hobomethodologie. Hij ontwikkelde heldere en bruikbare ideeën over ademhaling en ademsteun, embouchure, vibrato, rieten maken en het analyseren van technische problemen. Vanaf 1968 was hij docent aan de conservatoria van Amsterdam, Maastricht en Zwolle waar hij zijn leerlingen lesgaf in de traditie van Stotijn. Veel van zijn leerlingen zijn terug te vinden in de Nederlandse symfonieorkesten en ensembles, docenten aan conservatoria en muziekscholen. Na zijn verplichte pensionering op zijn 65e was hij vanaf 1981 docent kamermuziek een de Hochschule für Musik in Keulen en de Folkwang Hochschule in Essen. 
Hij gaf cursussen kamermuziek in onder andere de Verenigde Staten en in Welkersheim, Duitsland. Hij was jurylid bij het hoboconcours op het eiland Wight in Engeland. 
Van Slogteren was oprichter van de Nederlandse afdeling van de International Double Reed Society (IDRS). Hij was vicepresident van de IDRS van 1993-1995 en organisator van het IDRS Festival in Rotterdam in 1995. 
Van Slogteren overleed plotseling door een ongelukkige val te Essen.
- Library of Congress Control Number: no2006025133
- Nationale Bibliotheek van Israël: 987007329450205171
- Virtual International Authority File: 4394154260609424480003